# Provincia Lopburi
Lopburi (în thailandeză ลพบุรี) este o provincie (changwat) din Thailanda. Situată în regiunea de Centru, provincia Lopburi are în componența sa 11 districte (amphoe), 124 de sub-districte (tambon) și 1110 de sate (muban). 
Cu o populație de 753.911 de locuitori și o suprafață totală de 6.199,8 km2, Lopburi este a 33-a provincie din Thailanda ca mărime după numărul populației și a 37-a după mărimea suprafeței.